# Ernst Karlberg
  Ernst Karlberg    (Estocolm, 12 d'octubre de 1901 - Estocolm, 20 de març de 1987) va ser un jugador d'hoquei sobre gel suec, que va competir durant les dècades de 1920 i 1930.
El 1924 va prendre part en els Jocs Olímpics de Chamonix, on fou quart en la competició d'hoquei sobre gel. Quatre anys més tard, als Jocs de Sankt Moritz, guanyà la medalla de plata en la competició d'hoquei sobre gel.
A nivell de clubs jugà al Djurgården IF entre 1921 i 1932, amb qui va guanyar la lliga sueca de 1926.